# تاوني كرانز
تاوني كرانز (بالإنجليزية: Tawni Cranz)‏ هي أمريكية تنفيذية في مجال تقنية المعلومات، وكانت تعمل في السابق كمديرة شؤون المواهب في نتفليكس من أكتوبر 2012 حتى أبريل 2017.

## حياتها وتعليمها
درست تاوني كرانز إلى جامعة كاليفورنيا (سانتا باربرا) وتخرجت بدرجة البكالوريوس في علم النفس. ثم التحقت بمدرسة الدراسات العليا في جامعة بيترمونت درايفر ومدرسة ماساتوشي إيتو للخريجين في الإدارة، وحصلت على ماجستير إدارة الأعمال.

## عملها
عملت كرانز في الموارد البشرية في باوش ولومب وفيديكس. ثم انضمت بعد ذلك إلى نتفليكس في 2007. وفي أكتوبر 2012 ، أصبحت رئيسة موظفي المواهب.
في مقابلة مع جمعية الخريجين، قالت: «أردت العمل في صناعات مختلفة لأرى كيف أن الموارد البشرية تحدث تأثيراً ذا معنى في مجموعة متنوعة من الصناعات. وأردفت قائلةً: لم أعمل أبداً في نفس المجال مرتين. لقد عملت في شركات ناشئة وفي منظمات كبيرة، وهذا التنوع ساعدني على تقديم منظور أفضل، ومزيد من الأساليب الفريدة والمبتكرة لكل دور جديد أتخذه».
أثناء وجودها في نتفليكس، طبقت سياسة تسمح بإجازة للوالدين خلال السنة الأولى من حياة الطفل. حيث يحصل الوالد أو الوالدة على دوام جزئي أو يتلقى الراتب كاملاً.